# Rajd Wysp Kanaryjskich 1996
Rajd Wysp Kanaryjskich 1996 (20. Rallye El Corte Inglés) – 20 edycja rajdu samochodowego Rajd Wysp Kanaryjskich rozgrywanego na Wyspach Kanaryjskich. Rozgrywany był w dniach 22-23 marca 1996 roku. Była to czwarta runda Rajdowych Mistrzostw Europy w roku 1996 (rajd miał najwyższy współczynnik – 20) oraz pierwsza runda Rajdowych Mistrzostw Hiszpanii.

## Klasyfikacja rajdu
| Miejsce                           | Kierowca               | Pilot                    | Samochód                        | Czas                   | Strata                 |                        |
| Klasyfikacja generalna            | Klasyfikacja generalna | Klasyfikacja generalna   | Klasyfikacja generalna          | Klasyfikacja generalna | Klasyfikacja generalna | Klasyfikacja generalna |
| --------------------------------- | ---------------------- | ------------------------ | ------------------------------- | ---------------------- | ---------------------- | ---------------------- |
| 1.                                | José María Ponce       | Gaspar León              | Toyota Celica GT-Four           | 3:46:44                | 0.0                    |                        |
| 2.                                | François Delecour      | Daniel Grataloup         | Ford Escort RS Cosworth         | 3:49:01                | +2:17                  |                        |
| 3.                                | Enrico Bertone         | Massimo Chiapponi        | Ford Escort RS Cosworth         | 3:49:12                | +2:28                  |                        |
| 4.                                | Oriol Gómez Marco      | Marc Martí               | Renault Mégane Maxi             | 3:49:43                | +2:59                  |                        |
| 5.                                | Luis Climent Asensio   | Antonio Muñoz José       | Citroën ZX 16V                  | 3:50:48                | +4:04                  |                        |
| 6.                                | Antonio Ponce          | Sebastián García Berriel | Mitsubishi Galant VR-4          | 3:55:14                | +8:30                  |                        |
| 7.                                | Gregorio Picar         | Víctor Pérez Rodríguez   | Ford Escort RS Cosworth         | 3:55:44                | +9:00                  |                        |
| 8.                                | Krzysztof Hołowczyc    | Maciej Wisławski         | Toyota Celica Turbo 4WD (ST185) | 3:55:54                | +9:10                  |                        |
| 9.                                | Kurt Göttlicher        | Josef Pointinger         | Ford Escort RS Cosworth         | 3:57:46                | +11:02                 |                        |
| 10.                               | Yves Loubet            | Michal Koči              | Ford Escort RS Cosworth         | 3:59:00                | +12:16                 |                        |
| Klasyfikacja ERC                  |                        |                          |                                 |                        |                        |                        |
| 1.                                | José María Ponce       | Gaspar León              | Toyota Celica GT-Four           | 3:46:44                | 0.0                    |                        |
| 2.                                | François Delecour      | Daniel Grataloup         | Ford Escort RS Cosworth         | 3:49:01                | +2:17                  |                        |
| 3.                                | Enrico Bertone         | Massimo Chiapponi        | Ford Escort RS Cosworth         | 3:49:12                | +2:28                  |                        |
| 4.                                | Oriol Gómez Marco      | Marc Martí               | Renault Mégane Maxi             | 3:49:43                | +2:59                  |                        |
| 5.                                | Luis Climent Asensio   | Antonio Muñoz José       | Citroën ZX 16V                  | 3:50:48                | +4:04                  |                        |
| 6.                                | Gregorio Picar         | Víctor Pérez Rodríguez   | Ford Escort RS Cosworth         | 3:55:44                | +9:00                  |                        |
| 7.                                | Krzysztof Hołowczyc    | Maciej Wisławski         | Toyota Celica Turbo 4WD (ST185) | 3:55:54                | +9:10                  |                        |
| 8.                                | Kurt Göttlicher        | Josef Pointinger         | Ford Escort RS Cosworth         | 3:57:46                | +11:02                 |                        |
| 9.                                | Yves Loubet            | Michal Koči              | Ford Escort RS Cosworth         | 3:59:00                | +12:16                 |                        |
| 10.                               | José Luis Rodríguez    | Clovis Martel            | Ford Escort RS Cosworth         | 4:14:07                | +27:23                 |                        |
| Klasyfikacja mistrzostw Hiszpanii |                        |                          |                                 |                        |                        |                        |
| 1.                                | Luis Climent Asensio   | Antonio Muñoz José       | Citroën ZX 16V                  | 3:50:48                | 0.00                   |                        |